# Sơn Đồng
Sơn Đồng là một xã ngoại thành nằm ở phía Tây thành phố Hà Nội, Việt Nam. 
Ngày 16 tháng 6 năm 2025, Ủy ban Thường vụ Quốc hội ban hành Nghị quyết số 1656/NQ-UBTVQH15, trong đó về việc sắp xếp toàn bộ diện tích tự nhiên, quy mô dân số của các xã Lại Yên, Sơn Đồng, Song Phương, Tiền Yên, Vân Canh (huyện Hoài Đức cũ), một phần của các xã An Khánh, An Thượng, Vân Côn (huyện Hoài Đức cũ) thành xã mới có tên gọi là xã Sơn Đồng.

## Vị trí địa lý và hành chính
Xã Sơn Đồng có vị trí địa lý:
- Phía Bắc giáp xã Dương Hòa và xã Hoài Đức
- Phía Tây giáp xã Quốc Oai
- Phía Nam giáp xã An Khánh với ranh giới là Đại lộ Thăng Long
- Phía Đông giáp phường Xuân Phương

Xã Sơn Đồng chia thành 10 thôn: An Trai, Hậu Ái, Kim Hoàng, Lại Yên, Phương Bảng, Phương Viên, Quyết Tiến, Sơn Đồng, Tiền Lệ, Yên Thái.

## Lịch sử
Địa bàn xã Sơn Đồng ngày nay tương ứng với hai tổng Sơn Đồng và Hương Canh có từ thế kỉ 18 - 19, ban đầu hai tổng thuộc huyện Đan Phượng, phủ Quốc Oai, tỉnh Sơn Tây. Đến năm 1831 tổng Hương Canh thuộc phủ Hoài Đức, tỉnh Hà Nội (đến năm 1902 đổi thành tỉnh Hà Đông). Sau khi bỏ cấp tổng phủ gọi chung là xã huyện vào năm 1945, các xã Phương Sơn (năm 1956 tách thành ba xã Sơn Đồng, Song Phương, Lại Yên), Tiền Yên, Hương Canh (năm 1956 tách thành hai xã Vân Canh và Xuân Phương, đến năm 1961 xã Xuân Phương sáp nhập vào huyện Từ Liêm) được thành lập trên cơ sở tách các làng của hai tổng Sơn Đồng và Hương Canh.

## Tín ngưỡng, tôn giáo và văn hoá
Trên địa bàn xã các thôn Lại Yên, Phương Bảng, Phương Viên, Quyết Tiến, Tiền Lệ, Yên Thái có một phần người dân theo đạo Thiên chúa.
Đình và chùa trên địa bàn xã đã được nhà nước xếp hạng công nhận là di tích lịch sử văn hoá.

## Danh nhân
- Nguyễn Tài Thu (1931 – 2021): Giáo sư, bác sĩ, Thầy thuốc Nhân dân, Anh hùng Lao động. Quê ở thôn Kim Hoàng.
- Đỗ Kính Tu (1152 – 1216): Đế sư, Thái úy, Thái phó, Thái bảo thời nhà Lý. Quê ở thôn Hậu Ái.
- Nguyễn Viết Thứ (1644 – 1692): Bồi tụng, Đô cấp sự trung Lại Khoa, Thượng thư bộ Hình, Tham tụng thời Lê trung hưng. Quê ở thôn Sơn Đồng.